# 谷口大二
谷口 大二（たにぐち だいじ 1974年1月27日 - ）は、フジテレビジョン編成制作局バラエティ制作センタープロデューサー。元お笑いタレント。兄にケイダッシュ取締役の谷口元一がいる。

## 人物
- 上智大学文学部哲学科卒。卒業論文のテーマは「笑いの人間学」。
- 大阪NSCの13期生。かつて吉本興業に所属し、「エンペラー」という芸名で永田孝と「スパシーヴァ」というコンビを組んでいたが、1997年に解散。
- 不定期に出演していたお台場明石城では大喜利ゲーム「マシュマロ・ヘッド・パーティ ～やわらか頭を作りましょう～」でゴールデンタイム進出とFNS25時間テレビへの出演を果たした。
- フジテレビ編成制作局バラエティ制作センターでは三宅恵介班所属のディレクターであった。
- 2009年ネットワーク局に異動、2011年BSフジ編成局編成部員に異動、2022年4月フジテレビに帰属となった。

## 担当番組

### 現在
- ただ今、コント中。チーフプロデューサー

### 過去

#### フジテレビ
- 笑う犬の冒険AD
- 平成日本のよふけ
- 力の限りゴーゴゴー!!
- 本能のハイキック!
- 嵐の技ありッ!
- 新春かくし芸大会
- 初詣!爆笑ヒットパレード
- 松竹芸能LIVEシリーズVol.1　安田大サーカス～ゴーゴーおとぼけパンチ！～
- 雨ニモマケズ演出
- 明石家さんまのフジテレビ春の大反省会 ～内田アナ千野アナ寿退社記念スペシャル～（2006年3月29日）演出
- アンくり（くりぃむしちゅーとアンタッチャブルの単発冠番組、ニューカマーズ枠）
- 圧力団体2005・2006・2007　企画・演出
- MR.レッドゾーン
- 劇団ひとりの匠探訪記
- FNS27時間テレビ みんな“なまか”だっ!ウッキー!ハッピー!西遊記!
- 東京ダイナマイトD-Generation X（DVD）
- ライオンのごきげんよう
- 森田一義アワー 笑っていいとも!
  - 笑っていいとも!増刊号
- めちゃ2イケてるッ!
- ネタパレプロデューサー

#### BSフジ
- 東北魂TV
- まいど！ジャーニィ～
- ブラマヨ弾話室
- クイズ！脳ベルＳＨＯＷ[1]
- 中川家&コント
- ビニールハウス～恋愛促成栽培～
- 四神将棋
- 次課・長州の力旅
- ＤＯＹＯＵ？サタデー
- 水前寺清子情報館